# Granzay-Gript
Granzay-Gript är en kommun i departementet Deux-Sèvres i regionen Nouvelle-Aquitaine i västra Frankrike. Kommunen ligger i kantonen Beauvoir-sur-Niort som tillhör arrondissementet Niort. År 2022 hade Granzay-Gript 912 invånare.

## Befolkningsutveckling
Antalet invånare i kommunen Granzay-Gript
| Referens: INSEE |